# Jennifer Rubin
Jennifer Collene Rubin (Phoenix, Arizona; 3 de abril de 1962), más conocida como Jennifer Rubin, es una actriz y modelo estadounidense.

## Biografía
Rubin fue descubierta por la agencia de modelaje Ford Modeling Agency. En 1984 fue elegida como la "Modelo del Año de Ford International". También fue la modelo original de los avisos de Calvin Klein, Obsession, y participó en competencias de natación.
Decidió ser actriz en 1987 y su gran oportunidad apareció cuando obtuvo el papel de Taryn White en la exitosa película de terror de 1987, A Nightmare on Elm Street 3: Dream Warriors. Posteriormente, protagonizó películas como Bad Dreams (1988) y Screamers (1995). Rubin además ha actuado en episodios de series de televisión como The Twilight Zone, Miami Vice, Tales from the Crypt y The Outer Limits.
En 1987, se casó con el actor Elias Koteas, de quien se divorció en 1990.
En 2014, Rubin asistió a varias convenciones de terror relacionadas con su trabajo en el género, como lo ha hecho a menudo en los años pasados. También apareció en el vídeo de Chris Isaak, "Somebody's Crying".

## Filmografía

### Películas
- Heebie Jeebies (2013) ....
- Transmorphers: Fall of Man (2009) .... Dra. Jo Summers
- Best of Chris Isaak (2006) .... (segmento "Somebody's Crying")
- Amazons and Gladiators (2001) .... Ione
- Lawless: Beyond Justice (2001) .... Lana Vitale
- American Reunion (2001) .... Jeanie
- Cruel Game (2001) .... Dra. Valdes
- Fatal Conflict (2000) .... Carla Nash
- Sanctimony (2000) .... Dorothy Smith
- Falcon Down (2000) .... Sharon Williams
- Bel Air (2000) .... Sara
- Road Kill (1999) .... Blue
- Deal of a Lifetime (1999) .... Tina
- Last Lives (1997) .... Adrienne
- Plump Fiction (1997) .... Kandi Kane
- Loved (1997) .... Debra Gill
- Little Witches (1996) .... Sister Sherilyn
- Twists of Terror (1996) .... Amy
- Deceptions II: Edge of Deception (1995) .... Irene Stadler
- Screamers (1995) .... Jessica Hanson
- The Wasp Woman (1995) .... Janice
- Stranger by Night (1994) .... Dra. Anne Richmond
- Red Scorpion 2 (1994) .... Sam Guiness
- Playmaker (1994) .... Jamie Harris
- Gospel According to Harry (1994) .... Karen
- The Coriolis Effect (1994) .... Ruby
- Saints and Sinners (1994) .... Eva
- Full Eclipse (1993) .... Helen
- Bitter Harvest (1993) .... Kelly Ann
- The Crush (1993) .... Amy Maddik
- The Fear Inside (1992) .... Jane Caswell
- A Woman, Her Men, and Her Futon (1992) .... Helen
- Drop Dead Gorgeous (1991) .... Allie Holton
- Delusion (1991) .... Patti
- The Doors (1991) .... Edie
- Too Much Sun (1990) .... Gracia
- Blueberry Hill (1988) .... Ellie Dane
- Permanent Record (1988) .... Lauren
- Bad Dreams (1988) .... Cynthia
- A Nightmare on Elm Street 3: Dream Warriors (1987) .... Taryn White

### Series de televisión
- The Outer Limits .... Rose Ciotti (1 episodio: Second Thoughts, 1997)
- Tales from the Crypt .... Druscilla (1 episodio: Beauty Rest, 1992)
- Miami Vice .... Claire (1 episodio: Leap of Faith, 1989)
- The Twilight Zone .... Amy Hawkline (1 episodio: Song of the Younger World, 1987)